# Musculus extensor indicis
De musculus extensor indicis of wijsvingerstrekker is een dunne, lange skeletspier in onderarm, mediaal aan, en parallel met de musculus extensor pollicis longus. De bijbehorende pees is zodanig verbonden met de wijsvinger dat deze bij aanspannen van de spier gestrekt wordt.